# Carola Buhlmann
Carola Buhlmann (* 18. Juni 1926 in Berlin-Charlottenburg; † 14. September 2014 in Neu-Fahrland) war eine deutsche Keramikerin.

## Leben und Werk
Carola Buhlmann machte nach dem Schulbesuch eine Ausbildung zur Trickfilmzeichnerin. Zur Sicherung des Lebensunterhalts stellte sie nach dem Ende des Zweiten Weltkriegs Gebrauchsgegenstände mit Mosaiken aus bunten Fliesenresten her, etwa für Tischplatten, Spiegel- und Bilderrahmen, die sie verkaufte. Sie war dann Neulehrerin und machte ein Abendstudium an der Käthe-Kollwitz-Kunstschule in Berlin-Reinickendorf. Mehrere Jahre arbeitete sie als Trickfilmzeichnerin bei der DEFA.
1952 zog sie mit ihrem Mann Hans Joachim Buhlmann nach Nedlitz. Sie begann sich autodidaktisch als Keramikerin zu betätigen. 1970 zog sie mit ihrem Mann in ein ehemaliges Militärkasino der Kaserne in Krampnitz, wo sie ihre Werkstatt einrichtete. Das keramische Handwerk erlernte sie vor allem von ihrem Sohn, dem Keramiker Andreas Buhlmann (* 1955).
Carola Buhlmann stellte vor allem Gebrauchs-, Garten- und Baukeramik her und schuf als Auftragswerke architekturbezogene Arbeiten und Arbeiten wie Brunnen und Plastiken im öffentlichen Raum der Stadt Potsdam und in weiteren Orten, u. a. im Neubaugebiet Berlin-Marzahn. Die farbkünstlerischen Entwürfe dafür stammten zumeist von ihrem Mann. Der damalige Oberbürgermeister Jann Jakobs nannte 2014 ihre 1980/1981 aufgestellte Keramikgruppe Die grüne Familie (auch Familie Grün) ein identifikationsstiftendes Kunstwerken der Potsdamer Innenstadt.
Carola Buhlmann schuf, u. a. bei Reisen mit ihrem Mann an das Schwarze Meer und in die damals sowjetischen Republiken Russland und Armenien, auch Bilder, speziell Pastelle und Aquarelle.
Carola Buhlmann war bis 1990 Mitglied des Verbands Bildender Künstler der DDR. In der Zeit der Wende sympathisierte sie mit dem Demokratischen Aufbruch.
Sie starb nach langer und schwerer Krankheit in ihrem Haus.
Die Tochter Carola Buhlmanns, Katja Buhlmann (* 1953), ist ebenfalls Keramikerin.

## Darstellung Carola Buhlmanns in der Bildenden Kunst
- Joachim Buhlmann: Meine Frau (1952; Öl, 75 × 55 cm)[3]

## Werke (mit Joachim Buhlmann; Auswahl)

### Werke im öffentlichen Raum und architekturbezogene Werke
- Säule einer Sonnenuhr (1974/1975, Keramik; Premnitz, Pausenhof des Chemiefaserwerks Premnitz; auf der VIII. Kunstausstellung der DDR)
- Brunnenplastiken (1975; farbig glasierte Keramik; Potsdam, Ziolkowski- Ecke Newtonstraße)[4]
- Völkerfreundschaft (1979, Wandschmuck, Glasurmalerei auf Terrakotta, 70 × 120 × 1400 cm; Potsdam, Wall am Kiez 3–4; Kita)[5]
- Stützmauern für Sitzbänke (1980, Klinker; Luckenwalde, Markt; auf der IX. Kunstausstellung der DDR)

## Ausstellungen (unvollständig)

### Einzelausstellungen
- 1979 und 1984: Potsdam-Babelsberg, Ladengalerie des VEB Umweltgestaltung und Bildende Kunst
- 2006: Potsdam, Pavillon auf der Freundschaftsinsel (Keramische Arbeiten aus fünf Jahrzehnten)[6]
- 2007: Potsdam, Stadthaus („Reisebilder 1961–1989“, Aquarelle und Pastelle, mit Joachim Buhlmann)

### Ausstellungsbeteiligungen
- 1976: Cottbus (Kunsthandwerk)
- 1977 bis 1988: Dresden, VIII. bis X. Kunstausstellung der DDR